# Yamaha CS-80
Le Yamaha CS-80 est un synthétiseur analogique polyphonique commercialisé en 1977 par Yamaha. Il prend en charge une véritable polyphonie à 8 voix, avec deux couches de synthétiseur indépendantes par voix, chacune disposant de son propre jeu de commandes en façade, en plus d'un certain nombre de préréglages de voix câblés et de quatre mémoires de paramètres basées sur des banques de potentiomètres subminiatures (plutôt que les préréglages numériques programmables que le Prophet-5 allait adopter peu après).
Il possède des caractéristiques d'expression de l'interprète exceptionnellement complètes, telles qu'un clavier à couches qui était à la fois sensible à la vélocité (comme celui d'un piano) et sensible à la pression (« aftertouch »), mais contrairement à la plupart des claviers modernes, l'aftertouch pouvait être appliqué à des voix individuelles plutôt qu'en commun, et un contrôleur à ruban permettant des pitch-bends et des glissandos polyphoniques. On peut l'entendre sur la bande originale de Blade Runner de Vangelis, dans laquelle le CS-80 occupe une place importante, ainsi que sur la bande originale du film Chariots of Fire du compositeur, et sur la ligne de basse de l'interprétation de Peter Howell de l'air thème de 1980 de l'émission de science-fiction Doctor Who de la BBC.
La production de l'instrument a cessé en 1980. En concurrence avec les polysynthés Sequential Circuits Prophet-5 et Oberheim OB-X, le CS-80 est souvent décrit comme le meilleur synthétiseur analogique polyphonique, et, avec le synthétiseur modulaire monophonique Moog, il est l'un des plus chers de tous les synthétiseurs.

## Histoire

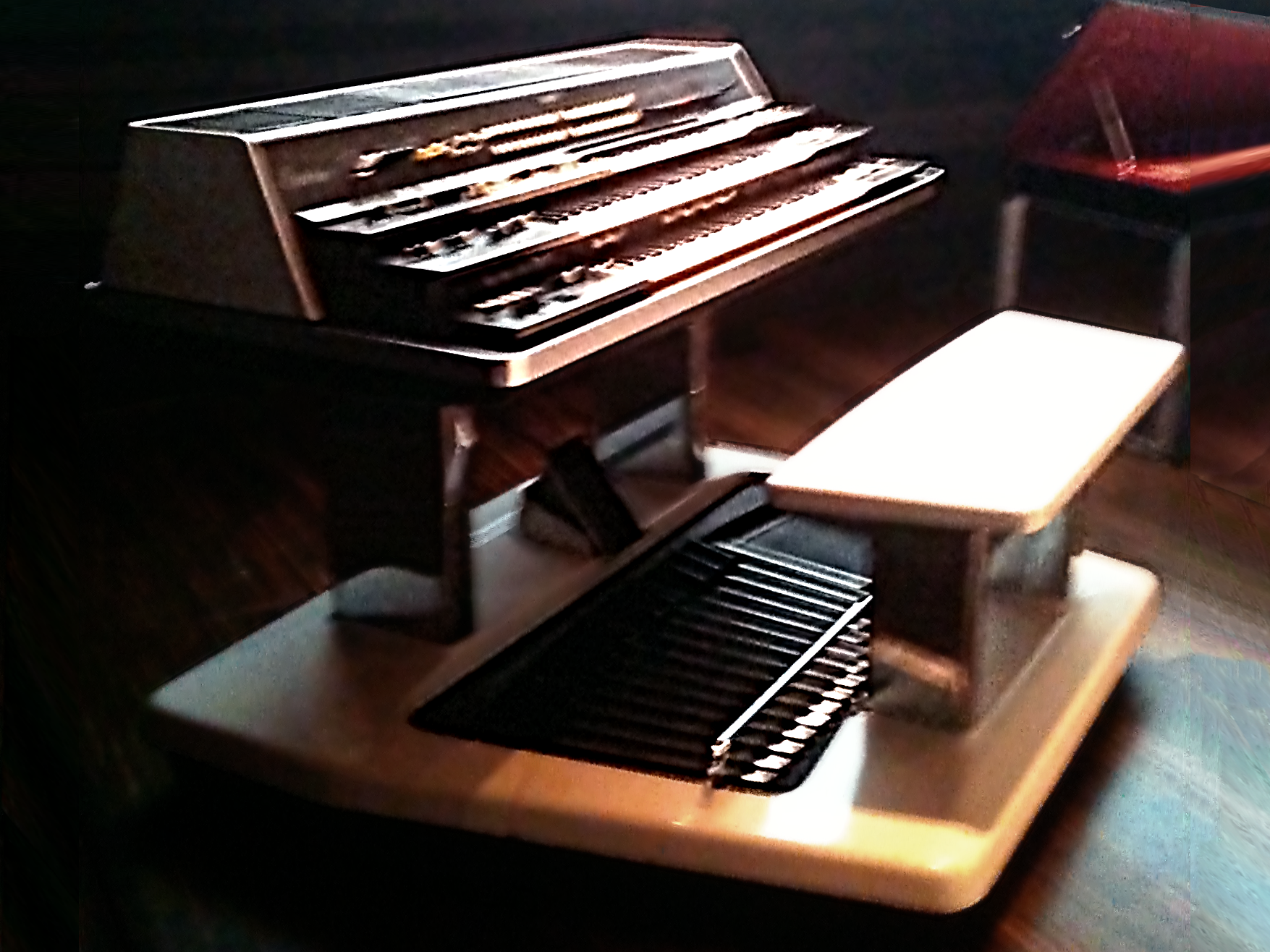
Le Yamaha GX-1

L'histoire du Yamaha CS-80 commence avec son prédécesseur, le Yamaha GX-1. Sorti en 1975 au prix de 60000 $, le Yamaha GX-1 était équipé de trois claviers et de 25 pédales pour les sons de basse, pesant environ 387 kg. Deux des trois claviers étaient polyphoniques à 8 voix avec deux oscillateurs par voix, tandis que le troisième clavier et la section pédale étaient tous deux monophoniques, pour un total de 18 notes pouvant être produites simultanément. Moins d'une centaine d'exemplaires de ce synthétiseur ont été fabriqués et, compte tenu de son prix, seuls quelques grands artistes tels que Stevie Wonder et Keith Emerson du groupe Emerson, Lake & Palmer pouvaient se le permettre.
La série de synthétiseurs CS est donc née du besoin de reproduire les fonctionnalités du GX-1, en utilisant les technologies habituelles, dans une taille plus petite et à un prix plus abordable.
La série CS comprend le CS-80, 60, 50, 20M, 40M et 70M. Les CS-20M, CS-40M et CS-70M ont des configurations différentes des trois premiers, qui partagent en revanche les commandes, les couleurs et une partie de la structure interne. En outre, le CS-20M est monophonique et le CS-40M est duo-phonique, c'est-à-dire qu'il ne peut jouer que deux notes en même temps. Le CS-70M a été le dernier synthétiseur analogique produit par Yamaha, et était plus avancé que les autres synthétiseurs de la série CS en termes de technologie employée, car il contenait une mémoire externe, des faders numériques et un séquenceur polyphonique
Dans les années qui ont suivi, la concurrence a empêché le CS-80 de devenir le synthétiseur le plus populaire de l'époque. Une partie de cette concurrence provenait de la sortie du Sequential Circuits Prophet 5, qui, comparé au CS-80, était plus léger, transportable, équipé d'une mémoire, programmable et bon marché,. D'autres synthétiseurs qui ont partagé le marché avec le CS-80 au fil des ans comprennent l'Oberheim OB-8 et OB-X, le Memorymoog, le Polymoog et le Roland Jupiter-8,.

## Caractéristiques techniques

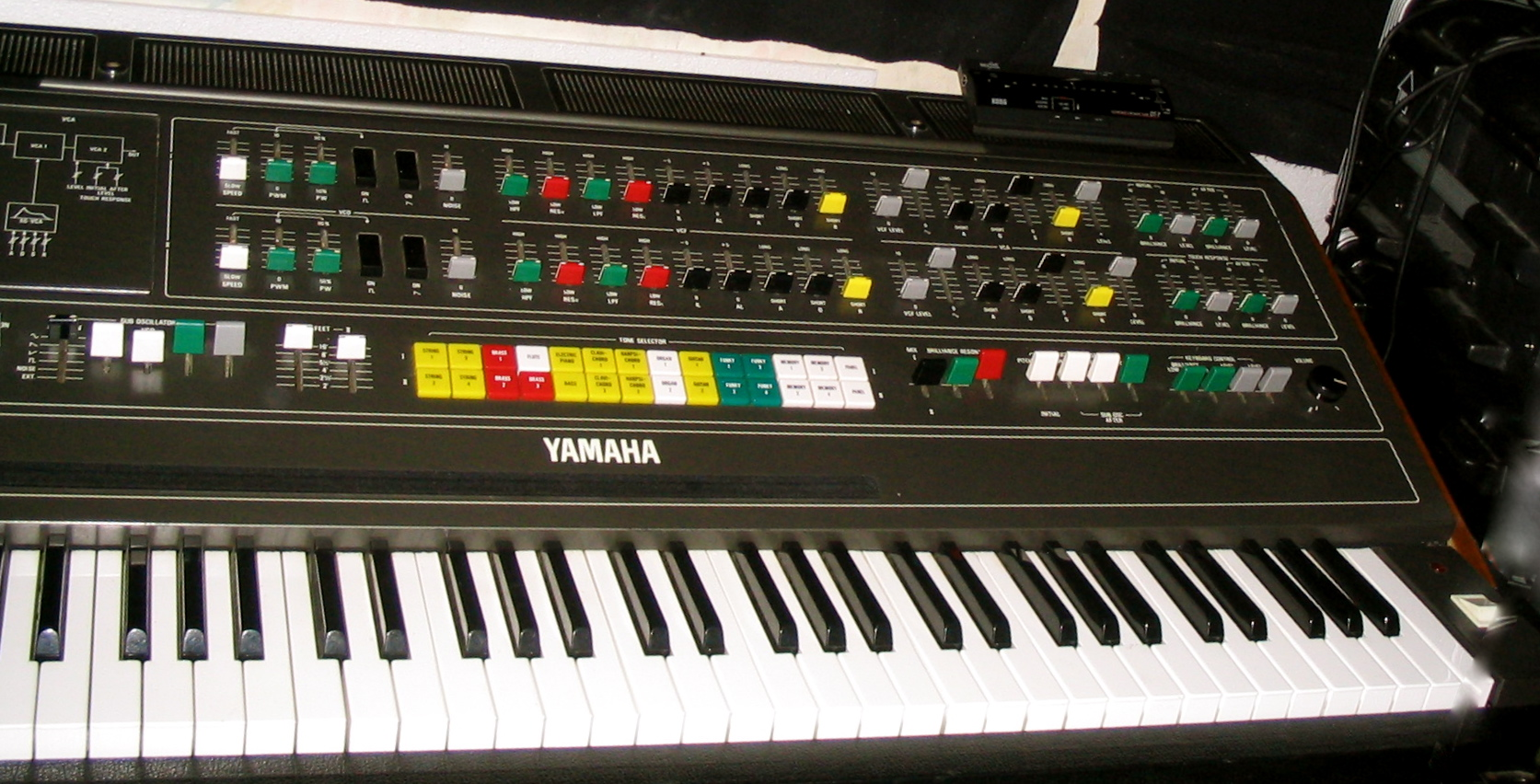
Vu sur l'interface du CS-80.

Le CS-80 est un synthétiseur analogique polyphonique, comprenant 2 oscillateurs VCO. D'une hauteur de 295 mm, d'une largeur de 1206 mm et un diamètre de 681 mm, il est muni d'un clavier à 61 touches. Le synthétiseur pèse 82 kg.

### Code couleur
Un code couleur est utilisé pour différencier les différentes fonctions des curseurs présents sur le CS-80 :

### Voltage Controlled Oscilator

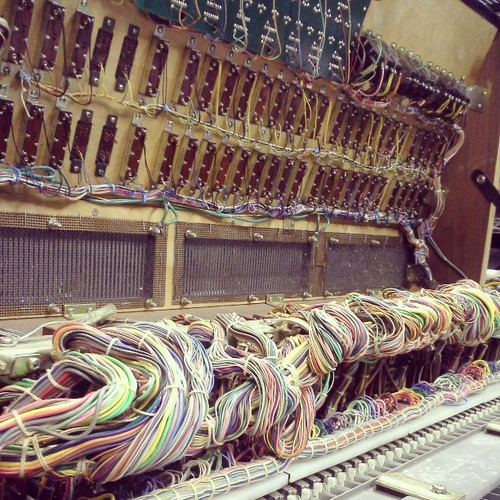
Intérieur d'un CS-80.

Le Voltage Controlled Oscilator (VCO) est le module du synthétiseur où le son d'origine est créée. Il est capable de créer une onde carré, en dent de scie ascendant ou encore une sinusoïdale, grâce à un Wave Shape Converter (WSC), qui fait partie du VCO. Le VCO est accompagné d'un générateur de bruit blanc. 
Premièrement, le VCO (désigné IG00153) produit une onde en dent de scie descendant, qui a comme défaut d'avoir le front ascendant légèrement en pente au lieu d'être perpendiculaire. Pour corriger le défaut, une impulsion est combinée au début de l'onde pour avoir un front ascendant perpendiculaire, ce qui corrige l'imperfection de l'onde de départ mais qui cependant ne la rend pas parfaite. L'onde obtenue est ensuite acheminé vers le WSC (désigné IG00158) pour être reconvertie en sinusoïdale, dent de scie ascendant et carré. L'onde en dent de scie ascendant est obtenue juste par inversion de l'onde en dent de scie descendant du VCO, tandis que la sinusoïdale est produite par l'intermédiaire de la transformation de l'onde en dent de scie descendant en onde triangulaire. Le carré est quant à lui obtenu par le passage de l'onde en dent de scie descendant dans un comparateur, ce dernier étant stimulé par deux paramètres,
Le curseur Pulse Width (PW) règle le son de l'onde, le curseur Pulse Width Modulation (PWM) affecte le son dans le temps, et le curseur de vitesse interagit sur le taux de modulation. Le volume de l'oscillateur sinusoïdal est placé séparément dans la section amplificateur/enveloppe du panneau. La logique derrière cela est que l'onde sinusoïdale est introduite après le filtre, car une onde sinusoïdale pure sans harmoniques ne serait pas affectée par le filtre.

## Musiciens ayant utilisé le CS-80
- Tori Amos sur son album de 2007 American Doll Posse.
- Aphex Twin[16]
- Tony Banks sur A Curious Feeling.
- Barclay James Harvest
- David Bowie
- Kate Bush
- Camel
- Coldplay sur X&Y
- Daft Punk
- Paul Davis sur l'intro de I Go Crazy.
- Geoff Downes
- Electric Light Orchestra
- Brian Eno, en particulier Before and After Science.
- John Foxx sur The Garden
- Peter Gabriel
- Dave Greenslade, The Pentateuch of the Cosmogony.
- James Newton Howard
- Roger Hodgson
- Peter Howell, pour le thème du Doctor Who en 1980.
- Michael Jackson l'a utilisé lui-même sur le hit Billie Jean.
- Jean-Michel Jarre
- Eddie Jobson
- Keane sur Perfect Symmetry.
- Paul McCartney
- Michael McDonald
- Tommy Mars dans le groupe de Frank Zappa.
- Brad Mehldau sur Highway Rider.
- Giorgio Moroder
- Alan Parsons Project sur les albums I Robot, Pyramid et Eve.
- Phoenix
- Eddie Rayner
- RJD2 dans The Third Hand et The Colossus.
- Röyksopp
- Saga
- Klaus Schulze
- Cat Stevens sur l'album Izitso.
- 10cc
- Toto sur Africa et Rosanna de l'album Toto IV.
- Ultravox
- Vangelis
- Blue Weaver (Avec les Bee Gees).
- Wings
- Steve Winwood
- Stevie Wonder
- Yellow Magic Orchestra

### Vangelis
Le compositeur grec Vangelis a beaucoup utilisé le Yamaha CS-80. Il l'a décrit comme « le synthétiseur le plus important de ma carrière — et pour moi, la meilleure conception de synthétiseur analogique qui ait jamais existé... Il nécessite beaucoup d'entraînement si vous voulez être capable d'en jouer correctement, mais c'est parce que c'est le seul synthétiseur que je pourrais décrire comme étant un véritable instrument, principalement à cause du clavier — la façon dont il est construit et ce que vous pouvez faire avec ».

## Émulation logicielle
Une émulation logicielle (VST) est disponible depuis 2013 sous le nom de ME80, créée par Gunnar Ekornas. Depuis le 7 août 2021, cette émulation logicielle est proposée en version 2.6, totalement refondue, et disponible aussi bien en 32 bits qu'en 64 bits (natif) aux formats VST (Windows, Mac) et AU (Mac), avec interfaces graphiques normale ou grande.
La société française Arturia a développé en 2003 le CS-80 V qui peut fonctionner seul ou par le biais d'un plug-in VST 32 ou 64 bits. Il est vendu indépendamment ou inclus dans la V Collection aux côtés d'autres reproductions logicielles de synthétiseurs mythiques.